# Miljöpartiet (Georgien)
Det georgiska miljöpartiet (georgiska: საქართველოს მწვანეთა პარტია, Sakartvelos mtsvaneta partia) är ett politiskt parti i Georgien. Nuvarande partiledare är Giorgi "Gia" Gatjetjiladze. 
Partiets framgångar har varierat: år 1992 hade partiet 11 av 235 platser i parlamentet och år 1995 var de del i regeringsbildandet. När partiet stod självständigt år 1999 fick partiet endast 0,55% av rösterna. I det ogiltigförklarade presidentvalet i Georgien år 2003 var Miljöpartiet en del i Eduard Sjevardnadzes koalition. 